# Łagiewniki Kościelne

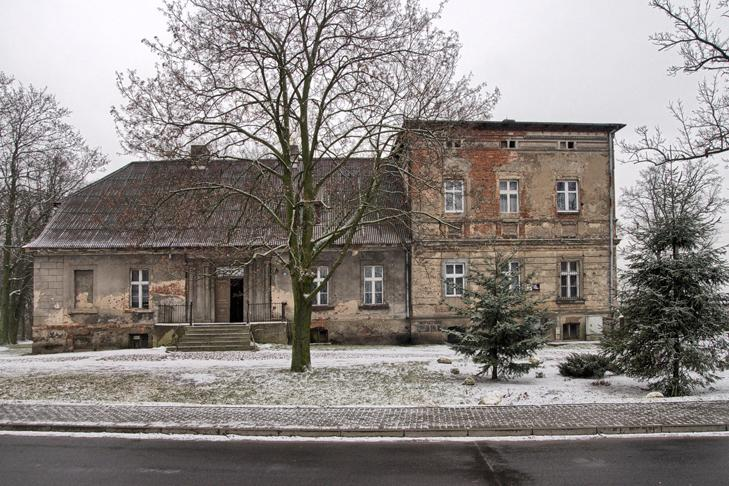
Łagiewniki Kościelne Dwór

Łagiewniki Kościelne – wieś w Polsce położona w województwie wielkopolskim, w powiecie gnieźnieńskim, w gminie Kiszkowo.

## Opis
W latach 1954–1961 wieś należała i była siedzibą władz gromady Łagiewniki Kościelne, po jej zniesieniu w gromadzie Kiszkowo. W latach 1975–1998 miejscowość administracyjnie należała do województwa poznańskiego. 
We wsi znajduje się drewniany kościół Bożego Ciała z XVIII wieku oraz przystanek kolejowy Olekszyn.
W XIV wieku w miejscowości urodził się Strzeszek syn Wawrzyńca. 